# Michele Benedetti (basso)
Michele Benedetti (Loreto, 17 ottobre 1778 – dopo il 1862) è stato un basso italiano, conosciuto in particolare per i ruoli rossiniani.

## Biografia
Dopo gli esordi in vari teatri soprattutto del Norditalia e un periodo ad Amsterdam, si trasferì a Napoli, che divenne il centro della sua attività. Qui cantò nella première assoluta di Calliroe di Giuseppe Farinelli nel 1808 e nella première italiana della Vestale di  Spontini nel 1811.
Sempre a Napoli fu il creatore di numerosi ruoli rossiniani, tra cui spicca il ruolo del titolo in Mosè in Egitto. Per Mayr fu il primo Creonte nella Medea in Corinto nel 1813. Per Donizetti, fu il creatore dei ruoli di Atkins in Alfredo il grande (1823) e del re in Gianni di Calais (1828); per Bellini creò nel 1826 il ruolo di Clemente in Bianca e Gernando; per Verdi fu Ataliba in Alzira nel 1845.
Cantò anche a Parigi e Londra, e apparve in prime assolute di opere di Mayr, Pacini e Mercadante.
Stendhal scrisse una recensione entusiastica della sua interpretazione di Mosè.

## Ruoli creati
- Creonte in Medea in Corinto di Mayr (28 Novembre 1813, Napoli)
- Armoldo ne Il vascello d'occidente di Carafa (14 Giugno 1814, Napoli)
- Filippo Augusto in Gabriella di Vergy di Carafa (3 Luglio 1816, Napoli)
- Elmiro in Otello di Rossini (4 Dicembre 1816, Napoli)
- Tiresia in Mennone e Zemira di Mayr (22 Marzo 1817, Napoli)
- Toante in Ifigenia in Tauride di Carafa (19 Giugno 1817, Napoli)
- Idraote in Armida di Rossini (11 Novembre 1817, Napoli)
- Mosè in Mosè in Egitto di Rossini (5 Marzo 1818, Napoli)
- Oropaste in Berenice in Siria di Carafa (29 Luglio 1818, Napoli)
- Ircano in Ricciardo e Zoraide di Rossini (3 Dicembre 1818, Napoli)
- Fenicio in Ermione di Rossini (27 Marzo 1819, Napoli)
- Filottete ne L'apoteosi d'Ercole di Mercadante (19 Agosto 1819, Napoli)
- Douglas d'Angus ne La donna del lago di Rossini (24 Ottobre 1819, Napoli)
- Leucippo in Zelmira di Rossini (16 Febbraio 1822, Napoli)
- Ermodano ne Gli sciti di Mercadante (18 Marzo 1823, Napoli)
- Atkins in Alfredo il Grande di Donizetti (2 Luglio 1823, Napoli)
- Gran Sacerdote di Giove ne L'ultimo giorno di Pompei di Pacini (19 Novembre 1825, Napoli)
- Il Sacerdote di Febo e il Sacerdote delle Eumenidi in Ipermestra di Mercadante (29 Dicembre 1825, Napoli)
- Clemente in Bianca e Gernando di Bellini (30 Maggio 1826, Napoli)
- Vulcano in Niobe di Pacini (19 Novembre 1826, Napoli)
- Athol in Margherita regina d'Inghilterra di Pacini (19 Novembre 1827, Napoli)
- Il Re in Gianni di Calais di Donizetti (2 Agosto 1828, Napoli)
- Ugo in Imelda de' Lambertazzi di Donizetti (23 Agosto 1830, Napoli)
- Sergio in Irene ossia l'assedio di Messina di Pacini (30 Novembre 1833, Napoli)
- Lisimaco in Saffo di Pacini (29 Novembre 1840, Napoli)
- Un ufficiale ne Il proscritto di Mercadante (4 Gennaio 1842, Napoli)
- Leone ne La fidanzata corsa di Pacini (10 Dicembre 1842, Napoli)
- Ataliba in Alzira di Verdi (12 Agosto 1845, Napoli)
- Alberto in Stella di Napoli di Pacini (1 Dicembre 1845, Napoli)
- Rodwaldo in Malvina di Scozia di Pacini (27 Dicembre 1851, Napoli)
- Artos in Romilda di Provenza di Pacini (8 Dicembre 1853, Napoli)
- Macaruffo in Margherita Pusterla di Pacini (25 Febbraio 1856, Napoli)